# پاتریک لئونارد مک‌دوگال
پاتریک لئونارد مک‌دوگال (انگلیسی: Patrick Leonard MacDougall; ۱۰ اوت ۱۸۱۹ – ۲۸ نوامبر ۱۸۹۴) فرد نظامی اهل پادشاهی متحد بریتانیای کبیر و ایرلند بود.